# Jan Harm Dekker
Jan Harm Dekker (Oegstgeest, 1961) is een Nederlands scenarioschrijver. Hij studeerde in Groningen waarna hij zich aanmeldde bij schrijversvakschool ’t Colofon in Amsterdam. Tijdens zijn opleiding schreef hij het driedelig thrillerhoorspel Locked In, waarvoor hij de Visser-Neerlandiaprijs won. Daarna schreef hij voor televisieseries, waaronder ONM, Combat, Spangen, Flikken Maastricht, Verborgen gebreken en Wet & waan. Voor de series Spangen, Flikken Maastricht en Flikken Rotterdam is Dekker hoofdschrijver.

## Filmografie

### Film
- Carmen van het noorden (2009)
- De overloper (Flikken Maastricht) (2012)
- Fake (2016)

### Televisie
- ONM (1994)
- Baantjer (1996-2006)
- Combat (1998)
- Spangen (1999-2006)
- Verkeerd verbonden (2000)
- Wet & waan (2003)
- Grijpstra & De Gier (2005-2007)
- Flikken Maastricht (2007-heden)
- Verborgen gebreken (2010)
- Seinpost Den Haag (2011)
- Flikken Rotterdam (2016-heden)
- De zaak Menten (2016)
- Stanley H. (2019)